# علم نفس الوسائط
يهدف علم النفس الوسائط إلى تفسير وتأثير وسائل الإعلام والاستخدام المتزايد للتكنولوجيا على إدراك الناس، كيفية استجابتهم وتفاعلهم مع عالم الوسائط الغنية. وتركز دراسات علماء النفس على تحديد الفوائد المحتملة والعواقب السلبية لأشكال مختلفة من التكنولوجيا وتعزيز تنمية وسائل الإعلام الإيجابية. يحقق مجال علم النفس هذا أنواع التأثير النفسي على البشر الناجمة عن طائفة واسعة من وسائل الإعلام مثل وسائل الاعلام الاجتماعية، والتعليم عبر الإنترنت، والفصول الافتراضية، والاستشارات والترفيه، والمقابلات الإعلامية التقليدية، في تقديم الخبرات على الكاميرا، وعلاجات الواقع الافتراضي والمنتجات الاستهلاكية، وتطوير العلامة التجارية، والتسويق، والإعلان، والمنتجات التنسيب ونظرية اللعبة.

## للإستزادة
- تعلم مدمج
- تعلم جوال
- تعليم إلكتروني
- تعليم معكوس
- مساق مدمج
- تعلم شبكي
- جامعة إفتراضية